# جزيرة تيمبورونغ
جزيرة تيمبورونغ وهي جزيرة من جزر إندونيسيا، وتقع في إقليم كالمنتان الشرقية.